# Kabinett Zinn I
Das Kabinett Zinn I bildete vom 10. Januar 1951 bis 19. Januar 1955 die Landesregierung von Hessen. Die Wahl des Ministerpräsidenten erfolgte bereits am 14. Dezember 1950.

## Kabinett
| Amt                                                         | Name                                  | Partei | Partei                                        | Staatssekretäre                       |
| ----------------------------------------------------------- | ------------------------------------- | ------ | --------------------------------------------- | ------------------------------------- |
| Ministerpräsident                                           | Georg-August Zinn                     |        | SPD                                           | Hermann Bach (Chef der Staatskanzlei) |
| Stellvertreter des Ministerpräsidenten                      | Heinrich Zinnkann                     | SPD    |                                               |                                       |
| Inneres                                                     | Heinrich Zinnkann                     | SPD    | Erich Schuster                                |                                       |
| Finanzen                                                    | Heinrich Troeger                      | SPD    | Herbert Lauffer (ab 1. Juli 1951)             |                                       |
| Justiz                                                      | Georg-August Zinn                     | SPD    | Bruno Kant (bis 1. Oktober 1954)              |                                       |
| Arbeit, Landwirtschaft und Wirtschaft (bis 14. Januar 1953) | Heinrich Fischer                      | SPD    | Kurt Magnus (bis 30. April 1951)              |                                       |
| Arbeit, Landwirtschaft und Wirtschaft (bis 14. Januar 1953) | Heinrich Fischer                      | SPD    | Friedrich Wilhelm Reuß                        |                                       |
| Arbeit, Wirtschaft und Verkehr (ab 14. Januar 1953)         | Heinrich Fischer                      | SPD    |                                               |                                       |
| Landwirtschaft und Forsten (ab 14. Januar 1953)             | Ludwig Bodenbender                    | SPD    | Friedrich Wilhelm Reuß (bis 28. Februar 1953) |                                       |
| Landwirtschaft und Forsten (ab 14. Januar 1953)             | Ludwig Bodenbender                    | SPD    | Tassilo Tröscher (bis 1. März 1953)           |                                       |
| Erziehung und Volksbildung                                  | Ludwig Metzger (bis 2. Dezember 1953) | SPD    | Willi Viehweg                                 |                                       |
| Erziehung und Volksbildung                                  | Arno Hennig (ab 2. Dezember 1953)     | SPD    | Willi Viehweg                                 |                                       |